# Pintor del junco

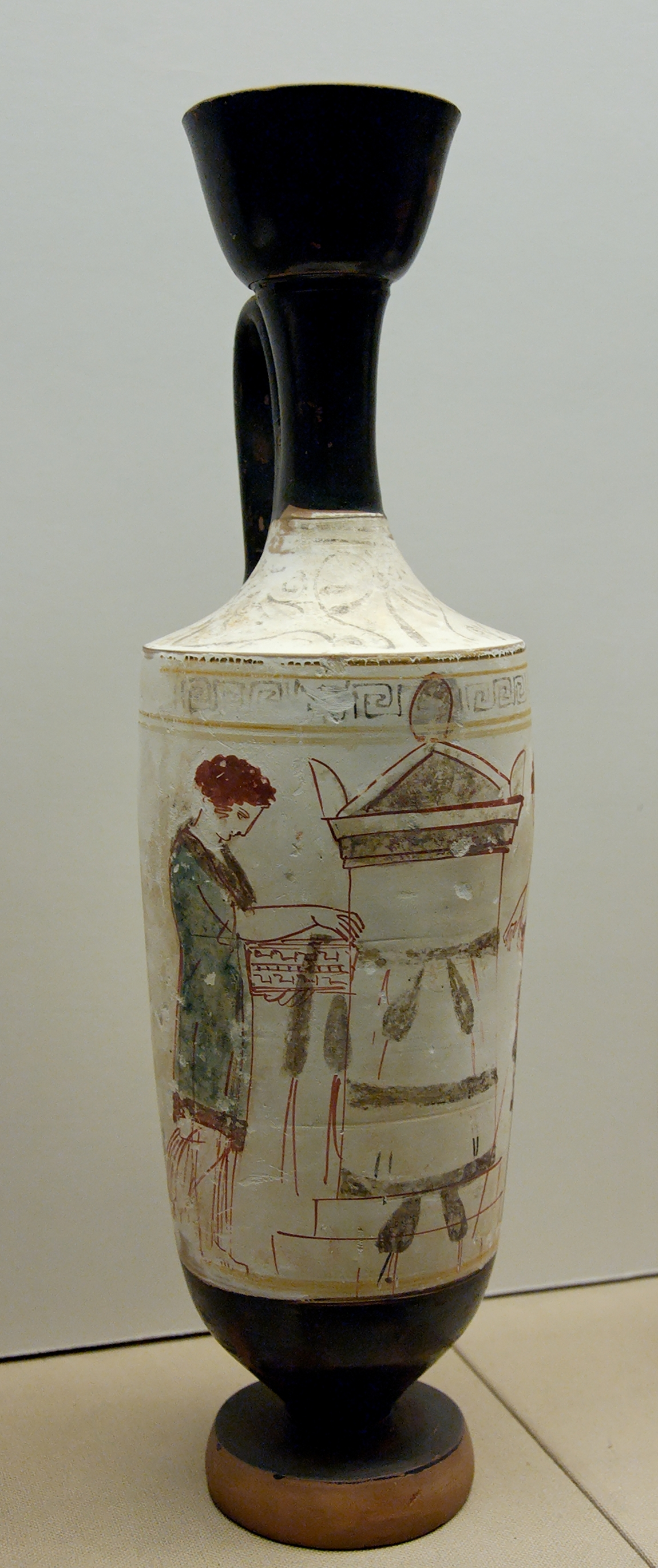
Visita a una tumba en un lécito de fondo blanco, pintado por el Pintor del junco.

El Pintor del junco (fl. años 420-410 a. C.) fue un pintor griego anónimo de vasos de lécitos de fondo blanco, un tipo de recipientes para contener aceite que a menudo se dejaba como ofrenda en las tumbas. Las obras se atribuyen al Pintor del junco o a su taller.
Los vasos del Pintor del junco son típicas de los lécitos de fondo blanco, en el sentido de que a menudo se centran en personas reales, en contraste con la anterior tradición de figuras negras que presentaba escenas de figuras míticas pertenecientes al culto dionisíaco. El propósito del lécito se refleja a menudo en su temática. El tema más común de este artista es una escena que representa una visita a una tumba. Las figuras, normalmente una mujer trayendo ofrendas o un joven apoyado en una lanza, muestran una tranquila dignidad más que emoción. La tumba, coronada por un frontón, proporciona una importante evidencia de los monumentos funerarios en el Ática de la época. El artista toma su nombre del característico uso de juncos en el paisaje, particularmente en las representaciones de Caronte, el barquero de los muertos en la mitología griega.
Un lécito del Pintor del junco es uno de los pocos ejemplos de figuras blancas que representan a un jinete en una tumba; inusualmente, el joven se sienta en la tumba con su caballo en lugar de montarlo. Puede ser un efebo en entrenamiento para la caballería, ya que lleva el manto negro (clámide) que era un atuendo característico de los efebos atenienses en ciertas procesiones y festivales. También lleva un casco en forma de pétaso, un sombrero típicamente usado por los viajeros, cuya versión metálica aparece en los relieves atenienses y es conocida por la arqueología. Lleva dos lanzas de caza, y no el kamax, la larga y delgada lanza usada principalmente por la caballería griega.
A principios del siglo XXI, lécitos del artista fueron descubiertos en un entierro masivo de víctimas de la peste de Atenas. El trabajo del taller del Pintor del junco se concentra en el Ática, aunque algunos ejemplos han sido encontrados como exportaciones a Gela y Corinto.
El Pintor del junco trabajaba en la técnica de fondo blanco, en la cual figuras policromadas son delineadas en el fondo blanco, primero en un esmalte marrón diluido y luego en un negro o rojo mate más fluido. La piel de las mujeres se pintaba de blanco sobre blanco, con colores sólidos en las prendas. Los colores -incluyendo rojo, amarillo, púrpura, azul y verde- se añadían después de la cocción. Los pigmentos inestables se han descascarillado y a menudo dejaban figuras en vasos sobrevivientes con la apariencia de desnudez cuando estaban destinadas a ser vestidas.